# Fly from Here
Fly from Here ist das 2011 veröffentlichte 21. Studioalbum der Progressive-Rock-Band Yes. Nach Drama (1980) ist es das zweite Album, das Yes ohne Sänger und Gründungsmitglied Jon Anderson aufnahm.

## Entstehung

### Vorgeschichte (1980)
1980 arbeiteten Yes (Steve Howe, Chris Squire und Alan White) an dem Album Drama, allerdings ohne einen Sänger und ohne einen Keyboarder. Die Buggles, Trevor Horn (Bass, Gesang) und Geoff Downes (Keyboards), die soeben mit ihrem Pop-Song Video Killed the Radio Star von ihrem Album The Age of Plastic einen weltweiten Hit hatten, und bei dem gleichen Manager (Brian Lane) unter Vertrag waren, schrieben zu dieser Zeit zufällig im gleichen Studio wie Howe, Squire und White an neuen Liedern. Als große Yes-Fans beobachteten sie die drei Musiker bei der Arbeit und Horn versuchte, ihnen einen Titel namens We Can Fly from Here zu verkaufen. Squire gefiel das Stück, und es wurde später auch von Yes live gespielt, fand jedoch nicht den Weg auf das Album.
Durch die Zusammenarbeit mit Downes und Horn ergab sich nun für Yes die Möglichkeit, die vakanten Stellen in der Band zu besetzen und die beiden wurden zu Bandmitgliedern.
Nach der Trennung von Yes im Jahr 1981 gingen die Buggles wieder ins Studio, um an den Liedern ihres zweiten Albums weiterzuarbeiten und neue Demos aufzunehmen, darunter We Can Fly from Here, We Can Fly from Here Part 2 und Riding a Tide. Diese drei Stücke erschienen 2010 als Bonustracks auf der erweiterten Fassung des Buggles-Albums Adventures in Modern Recording, We Can Fly from Here darüber hinaus in einer von Yes gespielten Live-Version im Rahmen des Yes-Box-Sets The Word Is Live.

### 2009–2011
Im Jahr 2009 bestand die Band aus den Musikern Benoît David (Gesang), Steve Howe (Gitarre), Chris Squire (E-Bass), Alan White (Schlagzeug) und Oliver Wakeman (Keyboards). Die Arbeiten am Album Fly from Here begannen im September dieses Jahres damit, dass Squire, Howe und Wakeman CDs mit ersten Ideen für neue Lieder austauschten. Im März des darauffolgenden Jahres trafen sich die drei Musiker dann in Howes Haus in Devon, um das weitere Vorgehen zu besprechen. Einen Monat später versammelte sich schließlich die ganze Band zu einer zehntägigen Session in Phoenix (Arizona). Hier probierte man neue Ideen aus, und erste Lieder wurden geschrieben, darunter Into the Storm.
Nun begannen die Diskussionen darüber, welchen Produzenten man engagieren sollte. Dabei kam die Idee auf, Ex-Yes-Mitglied Trevor Horn zu fragen, mittlerweile ein bekannter und sehr erfolgreicher Produzent. Horn erklärte sich zwar bereit, mit der Band zusammenzuarbeiten und schlug vor, den von den Drama-Sessions von 1980 übriggebliebenen Song We Can Fly from Here aufzunehmen, wollte aber zunächst nur diesen einen Titel produzieren, und darüber hinaus allenfalls die Arbeiten am Rest des Albums betreuen. Zu diesem Zeitpunkt war noch Tim Weidner als Produzent weiterer Stücke vorgesehen (er hatte bereits das Vorgängeralbum Magnification produziert). Erst gegen Ende des Jahres entschied sich Horn dann, das gesamte Album zu produzieren, Weidner war von da an als Toningenieur tätig.
Damit übernahm Horn die Führung des gesamten Projekts: Neben We Can Fly from Here sollte nun auch der bis dato unveröffentlichte Buggles-Song We Can Fly from Here Part 2 (später Sad Night at the Airfield) eingespielt werden, Ende 2010 schlug Horn dann vor, seinen ehemaligen Buggles-Kollegen und Drama-Keyboarder Geoffrey Downes einige Passagen dieses Materials einspielen zu lassen, bald darauf wurde Oliver Wakeman kurzerhand durch Downes ersetzt: Grund dafür war, dass Downes’ weitaus bekannterer Name für bessere Verkaufszahlen sorgen würde. Wakeman verließ die Band nicht freiwillig und kommentierte das später auf der Facebook-Seite seiner Oliver-Wakeman-Band.
Die Aufnahmen fielen in drei Phasen: Vom 3. Oktober bis zum 12. November 2010 wurden in den Sarm West Coast Studios in Los Angeles die Lieder Into the Storm, The Man You Always Wanted Me to Be und Hour of Need eingespielt. Daneben begannen die Arbeiten an We Can Fly (from Here), das zu diesem Zeitpunkt noch nicht Teil der langen Suite war, die schließlich auf dem Album zu hören sein würde. Im Winter spielten Yes dann einige Konzerte in Südamerika (noch mit Oliver Wakeman), bevor die Band im Januar wieder ins Studio ging.
Von Mitte Januar bis Februar 2011 arbeitete die Band dann in den Sarm West Coast Studios weiter. Noch im Januar kam Downes nach Los Angeles, wo Yes gerade We Can Fly (from Here) einspielten, und steuerte erste Keyboardpassagen dazu bei. In der zweiten Februarhälfte arbeitete er dann erneut mit der Band zusammen. Zu diesem Zeitpunkt war Oliver Wakeman schon kein Bandmitglied mehr. Downes spielte schließlich den Löwenanteil der Keyboards auf Fly from Here.
Da man neben We Can Fly (from Here) auch Sad Night at the Airfield aufnahm, das auf ein Buggles-Demo namens We Can Fly from Here Part 2 zurückgeht und damit von Beginn an als eine Art Fortsetzung des ersteren geplant war, kam nun die Idee auf, es mit We Can Fly zu verbinden. Ein dritter Teil aus der Buggles-Ära, das auf ein (bis dato unveröffentlichtes) Horn/Downes-Demo zurückgehende Madman at the Screens, kam im Februar hinzu. Schließlich steuerte Howe noch sein Bumpy Ride bei. Allerdings war auch zu diesem Zeitpunkt noch nicht klar, in welcher Form die Stücke miteinander verbunden werden sollten. Ebenfalls im Februar wurde das ebenfalls auf ein altes Buggles-Demo namens Riding a Tide zurückgehende Life on a Film Set eingespielt.
Im März ging die Band erneut auf Tournee (immer noch mit Oliver Wakeman, der zu diesem Zeitpunkt schon wusste, dass er kein Bandmitglied mehr war), während Downes in den Londoner Sarm West Studios bis auf einige Reste (auf We Can Fly, We Can Fly (reprise) und Hour of Need) die Keyboardparts Wakemans ersetzte.
Im Verlauf einer dritten und letzten Aufnahmephase wurden im April 2011 in London noch einige zusätzliche Gesangspassagen, Luís Jardims Perkussion und einige Gitarrenoverdubs aufgenommen und das Album schließlich abgemischt. Bis zum endgültigen Mix des Albums war nicht klar, ob man aus Fly from Here eine lose Abfolge einzelner Lieder oder eine geschlossene Suite machen sollte. Schließlich entschied Trevor Horn, die einzelnen Stücke zu einer losen Suite zu gruppieren. Horn hatte auch das letzte Wort über die gesamte Songauswahl: Zumindest ein weiteres Stück, Corner of the World, wurde nicht auf das Album genommen.
Noch während das Album abgemischt wurde, steuerte Steve Howe sein Solo-Stück Solitaire bei. Es war in den Langley Studios (Devon) sowie in den Schwartz Studios (Sussex) aufgenommen worden. Mit Solitaire wurde die Reihe von Gitarrenstücken weitergeführt, die auf The Yes Album (1971) mit Clap begonnen hatte.

## Titelliste
1. Fly from Here
  1. Overture (Horn/Downes) – 1:53
  2. Pt I – We Can Fly (Horn/Downes/Squire) – 6:00
  3. Pt II – Sad Night at the Airfield (Horn/Downes) – 6:41
  4. Pt III – Madman at the Screens (Horn/Downes) – 5:16
  5. Pt IV – Bumpy Ride (Howe) – 2:15
  6. Pt V – We Can Fly (reprise) (Horn/Downes/Squire) – 1:44
2. The Man You Always Wanted Me to Be (Squire/Johnson/Sessler) – 5:07
3. Life on a Film Set (Horn/Downes) – 5:01
4. Hour of Need  (Howe) – 3:07
5. Solitaire (Howe) – 3:30
6. Into the Storm (Squire/Wakeman/Howe/Horn/David/White) – 6:54

Anmerkungen:
- Die Liedanordnung der CD erinnert an die eines Vinyl-Albums: Mit der Fly from Here-Suite auf der A- und den restlichen Songs auf der B-Seite.
- Pt I – We Can Fly geht auf das Buggles-Demo We Can Fly from Here von 1980 zurück.
- Pt II – Sad Night at the Airfield geht auf das Buggles-Demo We Can Fly from Here Part 2 von 1980 zurück.
- The Man You Always Wanted Me to Be stammt aus der Zeit um 2006/7, als Chris Squire zusammen mit Gerard Johnson (wie Squire Ex-The Syn und Simon Sessler) an einem Soloalbum arbeitete. Es ist nach Can You Imagine vom Vorgängeralbum Magnification erst der zweite Yes-Song mit Squire als Leadsänger.
- Life on a Film Set geht auf das Buggles-Demo Riding a Tide von ca. 1980 zurück.
- Hour of Need stammt zwar von Steve Howe, ist aber nicht identisch mit dem gleichnamigen Stück von seinem Soloalbum Spectrum. Auf der japanischen Ausgabe von Fly from Here ist als Bonustrack eine 6:46 lange Fassung zu hören. Die zusätzliche Musik ist von Joaquín Rodrigos Concierto de Aranjuez inspiriert.
- Solitaire ist ein Instrumentalstück Steve Howes für Akustikgitarre.
- Ein Lied namens Corner of the World (vermutlich von Squire und Howe) wurde gemeinsam mit Downes gespielt, aber schließlich nicht aufgenommen.
- Ein Lied namens Aliens Are Only Us from the Future wurde 2008 von Yes live gespielt, später wurde aber entschieden, dass der Song auf einem Album, das Chris Squire mit dem ehemaligen Genesis-Gitarristen Steve Hackett einspielen wollte, erscheinen sollte. Das Lied erschien schließlich 2012 auf diesem, Squackett genannten, Album.

## Besetzung
- Benoît David – Gesang
- Steve Howe – Gitarre, Gesang
- Chris Squire – E-Bass, Gesang
- Alan White – Schlagzeug
- Geoff Downes – Keyboard

mit
- Oliver Wakeman: zusätzliche Keyboards (auf We Can Fly, We Can Fly (reprise) und Hour of Need)
- Trevor Horn: zusätzliche Keyboards, Gesang und Gitarre
- Luís Jardim: Perkussion
- Gerard Johnson: Klavier auf The Man You Always Wanted Me to Be

## Covergestaltung
Das Album weist viele Bezüge in die erfolgreiche Vergangenheit der Band auf: Die Songanordnung erinnert an die eines Vinyl-Albums, zahlreiche Songs gehen auf die Zeit um 1980 zurück, der Bass-Sound auf Into the Storm erinnert an den vom Album Tormato und mit Solitaire wurde die Reihe von Howes Gitarrenstücken auf Yes-Alben weitergeführt. Um zusätzlich auch an das Design der klassischen Yes-Alben anzuknüpfen, wurde erneut der Fantasy-Künstler Roger Dean engagiert, der schon seit den 70er Jahren für viele Yes-Albumcover verantwortlich zeichnet. Die Gesamtidee geht auf ein unvollendetes Bild von 1970 zurück. Mit zwei Vögeln, die durch eine in Grüntönen gehaltene Landschaft fliegen, versinnbildlichte Dean den Titel des Albums, Fly from Here, ein schwarzer Panther im Hintergrund spielt auf das ebenfalls von ihm gestaltete Cover des Yes-Albums Drama an, das 1980 in ähnlicher Besetzung eingespielt wurde.

## Singleauskopplungen
Eine gekürzte Fassung von Fly from Here Pt I – We Can Fly wurde am 13. Juni 2011 unter dem Titel We Can Fly als Digital-Only-Single veröffentlicht. Das dazugehörige Musikvideo wurde von Trevor Horns Bruder Ken Horn gedreht.

## Charterfolge
Fly from Here erreichte Platz 16 in den deutschen, Platz 30 in den englischen und Platz 36 in den amerikanischen Charts. Bis Ende November 2011 wurden weltweit 72.000 Exemplare verkauft. Damit ist Fly from Here das erfolgreichste Yes-Album seit Talk (1994)

## Rückschau
Fly from Here war das erfolgreichste Yes-Album seit 1994 und wurde im Ganzen recht positiv aufgenommen. Hervorgehoben wurde vor allem, dass es der Band gelungen sei, nach 44 Jahren ein weiteres Album vorzulegen, das alles in allem als gelungenes Melodic-Rock-Album gelten kann. Gelobt wurde auch der Gesang Benoît Davids, der weit eher an den Trevor Horns auf Drama erinnere als an den Gesangsstil des Stammsängers Jon Anderson. Auch Horns Produktion wurde lobend erwähnt.
Kritisiert wurden vor allem zwei Punkte:
1. Da die titelgebende Suite ebenso wie Life on a Film Set weitgehend aus der Feder der Buggles stammen und in wesentlichen Teilen auf die Zeit um und nach 1980 zurückgehen, The Man You Always Wanted Me to Be einem Soloprojekt Squires entstammt und Solitaire ein Solostück Howes ist, verbleiben mit Hour of Need und Into the Storm lediglich zwei Lieder, die als genuine Yes-Songs (und darüber hinaus als neu) gelten können.
2. Der zweite Kritikpunkt bezog sich auf die Suite, die weitgehend aus fertigen Songs besteht, die lediglich mit einigen Keyboard-Akkorden und Cross Fades aneinandergefügt wurden. Tatsächlich haben einige Teile abgesehen von ihrer Tonalität und textlichen Bezügen kaum kompositorische Gemeinsamkeiten, v. a. Overture, Pt I – We Can Fly, Pt II – Sad Night at the Airfield und Pt IV – Bumpy Ride. Zudem endet die Suite unnötigerweise immer dann, wenn einer dieser Abschnitte endet: Besonders deutlich zu hören ist dies an den Enden der ersten drei Stücke. An anderen Stellen jedoch werden früher eingeführte musikalische Themen wieder aufgegriffen: So ist Part III: Madman at the Screens eine ausgebaute Paraphrase von Overture.

## Live
2011 spielte die Band in der Besetzung Squire/Downes/Howe/David/White die komplette Fly from Here-Suite und dazu Life on a Film Set, Solitaire und Into the Storm.